# Ninian Stephen
Ninian Stephen (Oxfordshire, 15 juni 1923 – Melbourne, 29 oktober 2017) was een Australisch jurist en politicus. Hij begon zijn loopbaan in de advocatuur en werd later benoemd tot rechter. Van 1982 tot 1989 was hij gouverneur-generaal van Australië. Daarna was hij enkele jaren ambassadeur voor milieuzaken en was hij rechter van het Joegoslavië-tribunaal en het Internationale Gerechtshof in Den Haag.

## Levensloop
Stephen werd in Engeland geboren en kwam als kind aan in Australië. Hier studeerde hij later rechten aan de Universiteit van Melbourne. Hij onderbrak zijn studie om in dienst te gaan van het Australische leger in de Tweede Wereldoorlog, waarbij hij gelegerd was in Nieuw-Guinea en Borneo. Vervolgens sloot hij zijn studie af in 1950. In 1952 werd hij opgenomen in de Victoriaanse balie. Gedurende de jaren zestig gold hij als een van de leidende advocaten op het gebied van handelsrecht en grondrechten.
In 1970 werd hij benoemd tot rechter van het High Court of Australia. Hetzelfde jaar werd hij daarbij tot ridder geslagen. Hoewel zijn benoeming door een liberale regering werd gedaan, gold hij als een conservatief voorvechter van de rechten van de bondsstaten. Hij werd uiteindelijk gerekend tot het gematigde midden van het gerechtshof.
In 1982 werd Stephen door premier Malcolm Fraser benoemd tot gouverneur-generaal. Na de regeringswisseling in 1983 kon hij zijn functie onder de Labor-regering van Bob Hawke blijven voortzetten. Hawke verlengde zijn termijn in 1987 nogmaals met achttien maanden, om hiermee de mogelijkheid voor Bill Hayden te creëren zijn tijdstip van terugtreden uit de politiek zelf te kiezen.
Hierna werd Stephen benoemd tot de eerste Australische ambassadeur voor milieuzaken voor een termijn van drie jaar. In deze jaren zette hij zich onder meer in voor een verbod van mijnbouw op Antarctica. Vervolgens werd hij in 1991 voorzitter van de tweede ronde van vredesbesprekingen in Noord-Ierland. In 1994 werd hij benoemd tot ridder in de Orde van de Kousenband. Van 1993 tot 1997 verbleef hij in Den Haag als een van de rechters van het eerste uur van het Joegoslavië-tribunaal. Daarnaast diende hij in deze tijd als ad hoc-rechter van het Internationale Gerechtshof.
Stephen was verder actief als juridisch adviseur voor de Zuid-Afrikaanse regering tijdens de overgangsjaren na de apartheid en nam deel aan verschillende missies van het Gemenebest van Naties. Verder was hij lid van de ethiekcommissie van het Internationaal Olympisch Comité.

## Werk
- 1986: Sir Owen Dixon: A Celebration, Melbourne

- Gemeinsame Normdatei: 1233426370
- International Standard Name Identifier: 0000 0000 7386 2075
- Library of Congress Control Number: n88666208
- Nationale bibliotheek van Australië: 36480509
- Nederlandse Thesaurus van Auteursnamen: 306121034
- SNAC: w66w9vmg
- Système universitaire de documentation: 115820493
- Trove: 626546
- Virtual International Authority File: 38497998
- WorldCat: E39PBJf8B4YvBR3RQ3HxmVXmVC